# 溢れ出る涙
『溢れ出る涙』（原題：The Inflated Tear）は、アメリカ合衆国のジャズ・ミュージシャン、ローランド・カークが1968年にアトランティック・レコードから発表したスタジオ・アルバム。

## 背景
「ブラック・アンド・クレイジー・ブルース」に関して、カークは「私が死んだ時にかけてほしい曲」とコメントしている。「ラフ・フォー・ロリー」は、カークが息子ロリーのために作った曲で、冒頭にはロリーの肉声が収録されている。

## 反響・評価
『ビルボード』のジャズ・アルバム・チャートでは19位に達した。
Thom Jurekはオールミュージックにおいて満点の5点を付け「彼のジャズ・ハーモニーの解釈と気まぐれな響きは、ほとんど唯一無比と言っていいだろう」「もしカークの入り口を探しているなら、この作品こそふさわしい」と評している。ピッチフォークが2017年に選出した「1960年代のベスト・アルバム200」では170位にランク・イン。

## 収録曲
特記なき楽曲はローランド・カーク作。
1. ブラック・アンド・クレイジー・ブルース - "The Black and Crazy Blues" - 6:08
2. ラフ・フォー・ロリー - "A Laugh for Rory" - 2:54
3. メニー・ブレッシングス - "Many Blessings" - 4:45
4. フィンガーズ・イン・ザ・ウィンド - "Fingers in the Wind" - 4:17
5. 溢れ出る涙 - "The Inflated Tear" - 4:58
6. クレオール・ラヴ・コール - "Creole Love Call" (Duke Ellington) - 3:53
7. ハンドフル・オブ・ファイヴス - "A Handful of Fives" - 2:41
8. フライ・バイ・ナイト - "Fly by Night" - 4:18
9. ラヴレヴリロキ - "Lovellevelliloqui" - 4:16

### リマスターCDボーナス・トラック
1. アイム・グラッド・ゼア・イズ・ユー - "I'm Glad There Is You" (Jimmy Dorsey, Paul Mertz) - 2:13

## 参加ミュージシャン
- ローランド・カーク - テナー・サクソフォーン、フルート、マンツェロ、ストリッチ、クラリネット、ホイッスル、イングリッシュ・ホルン、フレクサトーン
- ロン・バートン - ピアノ
- スティーヴ・ノヴォセル - ベース
- ジミー・ホップス - ドラムス
- ディック・グリフィン - トロンボーン(on #8)